# Wobler
En wobler er en kunstagn, der anvendes til lystfiskeri.
Den naturtro wobler (navngivet efter det engelske verbum to wobble – at bevæge sig usikkert fra side til side) er en ægte kunstagn i 3D – modsat blinkets 2D. Woblere har en rund krop og kan være meget naturtro i såvel form som farver. De er monteret med en ske eller næseplade, som dels giver wobleren dens karakteristiske bevægelsesmønster – dels får flydende woblere til at dykke ned i vandet under indspinning. Skeen kan være stilbar, så wobleren kan indstilles til forskellig fiskedybde. Jo mere vandret skeen indstilles, desto dybere vil wobleren gå. På samme måde får lange næseplader wobleren til at dykke dybere end korte. De fleste woblere kaster ikke så godt som blink og pirke, hvorfor de meget ofte bruges til trolling – trukket efter en sejlende båd – eller til at fire nedstrøms til standpladser i åen under udhængende grene og træer, som ellers ikke er til at nå.
Der findes også woblere uden ske foran. I stedet er fronten fx skåret skråt nedefra og op, så wobleren vil være tilbøjelig til at bryde overfladen, når den trækkes gennem vandet. Denne type woblere kaldes for "poppers" og benyttes bl.a. til gedder, barracudaer og andre hidsigt angribende fisk.